# Lisa Marie
Lisa Marie Smith (ur. 5 grudnia 1968) – amerykańska aktorka i modelka, która używa Lisa Marie jako swojego pseudonimu artystycznego.
Urodziła się w Piscataway w New Jersey, gdzie wychowywali ją ojciec i dziadkowie. Jej babcia zmarła gdy miała 4 lata. Uczęszczała do katolickiej szkoły. Przez osiem lat uczyła się baletu na New Jersey Ballet, oraz nauczyła się grać na fortepianie i gitarze. W wieku 16 lat przeprowadziła się do Nowego Jorku.
Lisa Marie była modelką Roberta Mapplethorpe'a oraz wystąpiła w kampanii fotografa Bruce’a Webera reklamującej perfumy Obsesion Calvina Kleina.
W 1991 roku Marie poznała reżysera Tima Burtona na Starbucks w Nowym Jorku z okazji wigilii nowego roku. Zaręczyli się w dniu walentynek w 1992 roku i byli razem do 2001 roku. Marie wystąpiła we wszystkich filmach Burtona w tym okresie grając krótkie role drugoplanowe.
W 2002 roku magazyn "Stuff" umieścił aktorkę na 87 miejscu listy "102 Najseksowniejszych kobiet na świecie".

## Filmografia
- 2012 – The Lords of Salem - Priscilla Reed
- 2003 – Starring - ona sama
- 2001 – Planeta Małp - Nova
- 2000 – The World of Stainboy - Kobieta-Zapałka/Dziewczyna-Ciastko/matka Stainboya (głos)
- 2000 – The Beat Nicks - Sophie
- 2000 – Chasing the Dragon - Claire Oberon
- 1999 – If... Dog... Rabbit... - Judy
- 1999 – Jeździec bez głowy - Lady Crane
- 1999 – Tail Lights Fade - Kitty
- 1998 – Frogs for Snakes - Myrna L'Hatsky
- 1997 – Breast Men - Vanessa
- 1996 – Marsjanie atakują! - Marsjanka
- 1994 – Ed Wood – Vampira
- 1990 – Alicja - gość na przyjęciu świątecznym

### Dokumenty
- 2008 – The Secret World of Superfans
- 1988 – Let's Get Lost